# 兀答赤
兀答赤（蒙古语：Udači）是13世纪初蒙古帝国的千户长，出身兀良哈部，波斯文史料《史集》将其记作اوداچي（ūdāchī），这被认为可能是蒙古语 “Egüdeči” 的讹误，意为“门守（陵墓守护者）”。
兀答赤的记载仅存于伊利汗国编纂的《史集》，《元朝秘史》等东方史料中并无提及。兀答赤出身“森林中的兀良哈部”，是成吉思汗任命的左翼第15位千户长。兀答赤率领的千户以“守护不儿罕・合勒敦山的成吉思汗陵寝”为使命，世代驻守于此。兀答赤的千户“未与成吉思汗家族结亲”“从不出征”“绝不加入亲卫队（怯薛）”，可见其是仅负责守护成吉思汗家族陵寝、性质特殊的千户。因该千户仅承担陵寝守护职责，不参与内政外交，故相关记载极少，《元朝秘史》等史料也未提及。
成吉思汗建立蒙古帝国约300年后，分裂的蒙古被达延汗重新统一，形成“达延汗六万户”（察哈尔、喀尔喀、兀良哈、鄂尔多斯、土默特、永谢布），统治蒙古高原东半部。其中，《蒙古源流》记载“兀良哈万户” 为 “守护君主黄金棺（altan kömörge）的天命之民”，其使命仍是守护成吉思汗家族陵寝。因此，16世纪的“乌梁海万户” 被认为是成吉思汗时代 “兀答赤的兀良哈千户”的直接后裔。